# Gilberto Hirata Chico
Gilberto Hirata Chico (Ensenada, Baja California, México, 17 de enero de 1952) es un político mexicano, antiguo presidente municipal de la ciudad de Ensenada, Baja California.

## Trayectoria
Gilberto Hirata fue diputado federal por la LXII legislatura, solicitando licencia para lanzarse como candidato a la alcaldía de Ensenada. Al resultar electo su suplente Ricardo Medina Fierro tomó el lugar de representante por el Distrito 3. El maestro Hirata tomó posesión como alcalde de Ensenada el 30 de noviembre de 2013.
Anteriormente, Hirata Chico también fue miembro del Congreso Local la XIX Legislatura del Congreso de Baja California.